# Dubovec
Dubovec, ungarisch Dobóca (bis 1927 slowakisch auch „Dubovce“) ist eine Gemeinde in der südlichen Mittelslowakei mit 517 Einwohnern (Stand 31. Dezember 2024), die im Okres Rimavská Sobota, einem Kreis des Banskobystrický kraj, liegt und zur traditionellen Landschaft Gemer gehört.

## Geographie

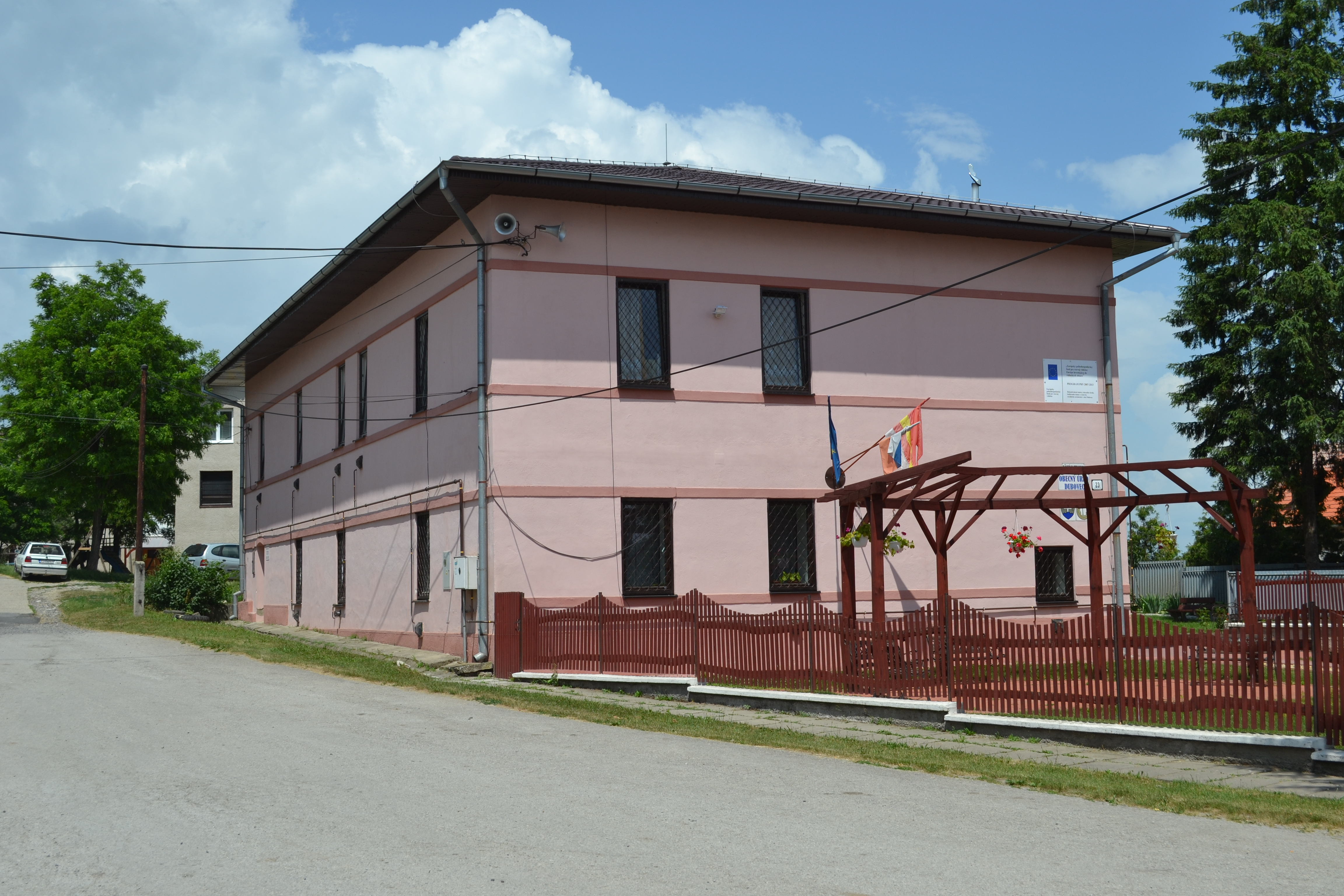
Gemeindeamt von Dubovec

Die Gemeinde befindet sich im Südteil des Talkessels Rimavská kotlina (Teil der größeren Einheit Juhoslovenská kotlina), auf linksseitiger Flurterrasse der Rimava. Das Ortszentrum liegt auf einer Höhe von 182 m n.m. und ist 17 Kilometer von Rimavská Sobota entfernt.
Nachbargemeinden sind Bottovo im Norden, Martinová im Osten, Šimonovce im Süden und Westen und Širkovce im Nordwesten.

## Geschichte

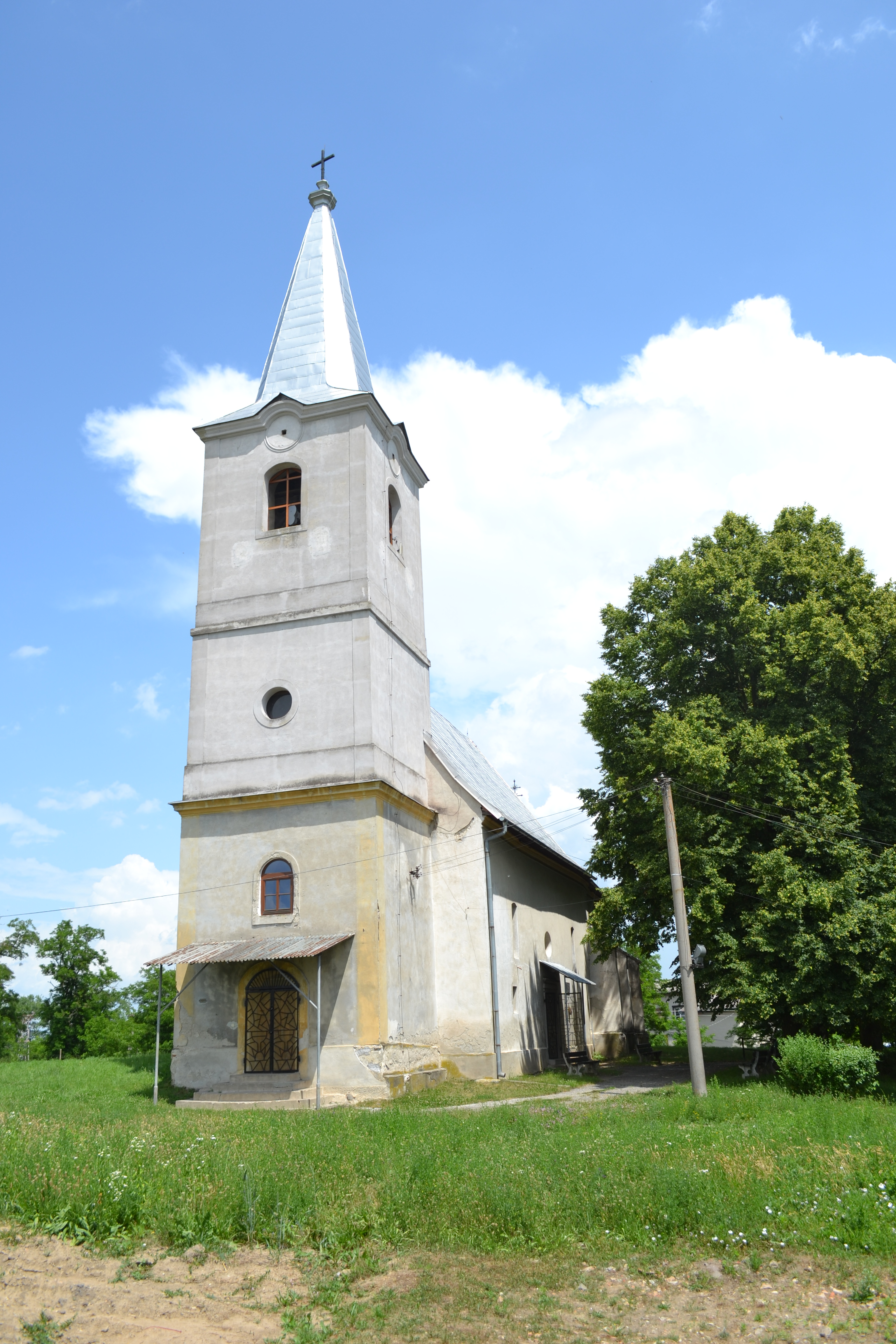
Kirche im Ort

Dubovec entstand aus einer älteren Siedlung aus dem 12. Jahrhundert, wurde zum ersten Mal 1260 als Dabacha schriftlich erwähnt, weitere historische Bezeichnungen sind unter anderen Doboulcha (1336), Dobowcha (1460) und Dubowecz (1773). Ursprünglich war Dubovec Teil des Herrschaftsgebiets der Burg Blh, ab dem 14. Jahrhundert war es Besitz des Geschlechts Széchy, gefolgt im 17. Jahrhundert von der Burg Muráň. 1683 wurde der Ort von den Türken niedergebrannt. 1747 verwies die Familie Koháry die Untertanen des Ortes wegen „Müßiggang“, an ihre Stelle kamen Siedler aus der Gegend von Muráň. 1773 wohnten hier 42 leibeigene Bauern- und fünf Untermieterfamilien, 1828 zählte man 89 Häuser und 841 Einwohner, die als Landwirte beschäftigt waren.
Bis 1918/19 gehörte der im Komitat Gemer und Kleinhont liegende Ort zum Königreich Ungarn und kam danach zur Tschechoslowakei beziehungsweise heute Slowakei. Auf Grund des Ersten Wiener Schiedsspruchs lag er von 1938 bis 1944 noch einmal in Ungarn.

## Bevölkerung
| Jahr                | 1994 | 2004     | 2014    | 2024    |
| ------------------- | ---- | -------- | ------- | ------- |
| Anzahl der Personen | 463  | 546      | 551     | 517     |
| Unterschied         |      | +17,92 % | +0,91 % | −6,17 % |

| Jahr                | 2023 | 2024    |
| ------------------- | ---- | ------- |
| Anzahl der Personen | 497  | 517     |
| Unterschied         |      | +4,02 % |

Gemäß der Volkszählung 2011 wohnten in Dubovec 555 Einwohner, davon 347 Magyaren,  78 Slowaken, 63 Roma und ein Ukrainer. 66 Einwohner machten keine Angabe zur Ethnie.
386 Einwohner bekannten sich zur römisch-katholischen Kirche, 44 Einwohner zur reformierten Kirche, 11 Einwohner zur Evangelischen Kirche A. B., fünf Einwohner zu den Zeugen Jehovas, drei Einwohner zu den christlichen Gemeinden, zwei Einwohner zur griechisch-katholischen Kirche und ein Einwohner zur orthodoxen Kirche. 41 Einwohner waren konfessionslos und bei 62 Einwohnern wurde die Konfession nicht ermittelt.

## Baudenkmäler
- römisch-katholische Ladislauskirche, eine ursprünglich gotische Kirche aus dem 14. Jahrhundert, barockisiert und neu gewölbt um die Mitte des 18. Jahrhunderts, 1837 und 1905 erneuert[6]

## Verkehr
Nahe Dubovec verläuft die Straße 2. Ordnung 571 (Fiľakovo–Jesenské–Kráľ). Der nächste Bahnanschluss an der Bahnstrecke Bánréve–Fiľakovo besteht im Bahnhof Jesenské.